# Henri Lemaître
Henri Lemaître (ur. 17 października 1921 w Mortsel, zm. 20 kwietnia 2003 w Rzymie) – belgijski duchowny katolicki, arcybiskup, nuncjusz apostolski.

## Życiorys
28 lipca 1946 otrzymał święcenia kapłańskie. W 1946 rozpoczął przygotowanie do służby dyplomatycznej na Papieskiej Akademii Kościelnej.
30 maja 1969 został mianowany przez Pawła VI delegatem apostolskim w Wietnamie i Kambodży oraz arcybiskupem tytularnym Tongeren. Sakry biskupiej udzielił mu 20 lipca 1969 kardynał Léon-Joseph Suenens.
19 grudnia 1975 został przeniesiony do nuncjatury apostolskiej w Ugandzie. W latach 1985–1992 był nuncjuszem apostolskim w Szwecji i krajach skandynawskich.
28 marca 1992 został nuncjuszem apostolskim w Holandii. 8 lutego 1997 przeszedł na emeryturę.
Zmarł 20 kwietnia 2003.